# 八坂神社 (松戸市)
八坂神社（やさかじんじゃ）は千葉県松戸市の神社。

## 概略と沿革
創建年代は不明であるが、「小金城落城の際（戦国時代後期）に遷座した」という話が伝わっている。
かつては神仏習合による牛頭天王が祀られており、名称も「牛頭天王社」であった。
明治時代の神仏分離により、「八坂神社」に改称し、神体の牛頭天王は大勝院に隠された。1982年（昭和57年）になり元の神社に戻された。
当社は都市再開発事業のため、1973年（昭和48年）に現在地に移転した。その際に社殿は新築されたが、移転事業に携わった工務店の主人が旧社殿を廃棄するには忍びないということで、自宅に移築したという。

## 交通アクセス
- JR東日本常磐線北小金駅より徒歩約5分（経路案内）。